# Daam Fockema
Daam Fockema (Dokkum, 6 juni 1771 - Leeuwarden, 31 juli 1855) was een Nederlands jurist, politicus en auteur.

## Leven
Fockema studeerde van juli 1787 tot 19 januari 1793 te Groningen, vestigde zich als advocaat en in 1794 ook als notaris te Leeuwarden. Sindsdien bekleedde hij verschillende betrekkingen, als griffier bij het bestuur van het Departement van de Eems, Raad in de Hof van Friesland, lid van de commissie belast met de organisatie der rechterlijke macht, te Utrecht werkzaam in 1807 en 1808, enz. Tijdens de inlijving bij Frankrijk (1810-'13) wees hij alle rechterlijke betrekkingen van de hand waartoe keizer Napoleon I hem riep, hetgeen niet belette dat de keizer hem in zijn ambt als notaris bevestigde, dat hij van 1811 tot 1822 waarnam. Van 1822 tot 1834 was hij lid van de Tweede Kamer, bracht zijn laatste levensjaren in letterkundigen arbeid door, en overleed te Leeuwarden op 31 juli 1855.

## Werk
- Iets betrekk. de afscheiding van het Zuiden en Noorden van de Nederlanden (Leeuwarden, 1830)
- Herinneringen bij opkomende gedachten naar aanleiding van de tegenw. omstandigheden (Leeuwarden, 1832)
- Proeven betrekk. de staathuishouding in Ned. (Leeuwarden, 1834)
- Proeven van taal- en geschiedkunde, met een bijdrage over de Friesche Kronyk van Ocko van Scharl e.a. (Leeuwarden, 1836)
- Schetsen van de Friesche Geschied. in 't algem. en wegens het strafregt in het bijz., 3 dln., (niet volt.) (Leeuwarden, 1840-47)
- Voorts vindt men van hem vele hist. bijdragen in De Vrije Fries, als over Corn. Tacitus; de vorming der Zuiderzee; de grenzen van Friesl. in onderscheiden tijdvakken; de Schieringers en Vetkoopers; watertogten der Romeinen door Friesl.; de afkomst van Ernst Willem Higt; het eerste boek van Krantzii Saxonia; den giftbrief van Lodewijk den Vromen, en over eene kronyk van Dockum door Gerrit Hesman.

- Biografisch Portaal: 48128242
- Digitale Bibliotheek voor de Nederlandse Letteren: fock005
- International Standard Name Identifier: 0000 0003 9765 5160
- Nederlandse Thesaurus van Auteursnamen: 070036500
- Parlement.com: vg09llqur1ug
- Virtual International Authority File: 42186629
- WorldCat: E39PBJymBWyFp9T8GjFh7fq4v3